# BarCamp
BarCamp è una rete internazionale di non conferenze aperte i cui contenuti sono proposti dai partecipanti stessi.
Gli eventi si occupano soprattutto di temi legati alle innovazioni sull'uso del World Wide Web, del software libero e delle reti sociali.
Il nome di BarCamp si rifà al termine foobar già utilizzato dagli hacker: i BarCamp, infatti, sono nati in risposta ai Foo Camp, una "non-conferenza" annuale, su invito, ospitata dall'editore di testi sul software libero Tim O'Reilly.